# Anoplodactylus vemae
Anoplodactylus vemae är en havsspindelart som beskrevs av Child, C.A. 1982. Anoplodactylus vemae ingår i släktet Anoplodactylus och familjen Phoxichilidiidae. Inga underarter finns listade i Catalogue of Life.